# Пещеры Паку
Пещеры Паку, также Пак У или Пак Оу (пещеры в устье (по-лаосски — «пак») реки У) — буддийский пещерный комплекс на реке Меконг в Лаосе, в 25 километрах от Луангпхабанга. Известны также как «пещеры тысячи Будд».

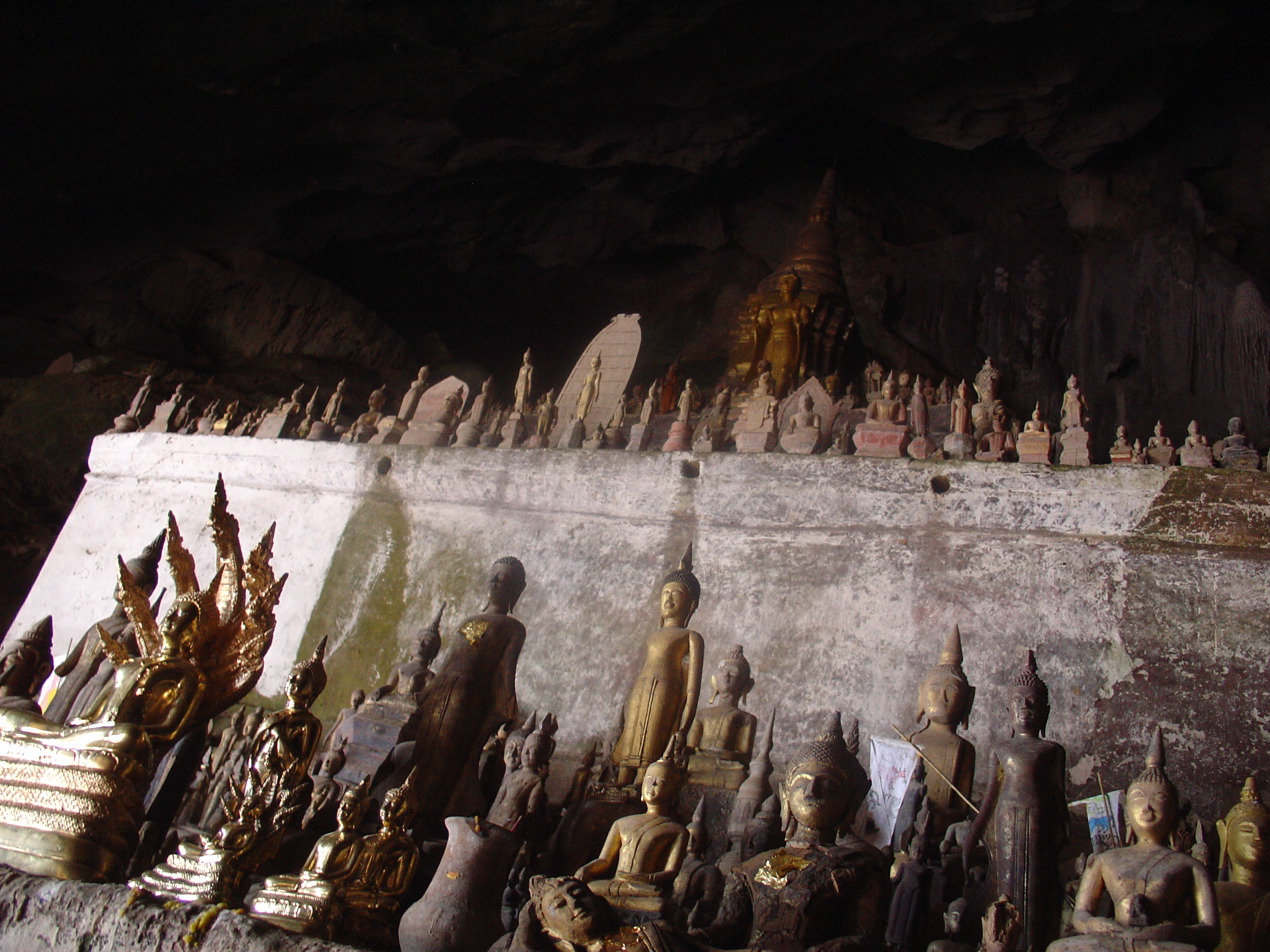
Статуи Будды в «Нижней пещере» (Tham Ting)

Расположенный над Меконгом у устья крупного притока Меконга, реки У, пещерный комплекс состоит из «Нижней пещеры», Тхам Тинг (Tham Ting) или Тхам Леуси, и «Верхней пещеры», Тхам Тхеун (Tham Theung) или Тхам Пракачай. Дорога до пещер отсутствует, сообщение осуществляется на лодках из Луангпхабанга, вверх по течению.
Пещеры знамениты своим собранием разнообразных статуй Будды, в основном из дерева. В течение веков их приносили сюда местные жители и паломники. «Нижняя пещера» (Tham Ting) содержит примерно 2500 скульптур Будды, «Верхняя пещера» (Tham Theung) — примерно 1500.